# 730 Park Avenue
730 Park Avenue es un edificio residencial histórico en Lenox Hill en el Upper East Side de Manhattan en Nueva York (Estados Unidos). El edificio es una cooperativa y cuenta con 38 apartamentos.

## Historia
El edificio de diecinueve pisos se completó en 1929. Tiene 68,58 metros de altura.  Fue diseñado por el arquitecto Lafayette A. Goldstone. 
Los inquilinos anteriores incluyeron a Samuel Irving Newhouse, Sr. (el fundador de Advance Publications ) y su esposa Mitzi, el filántropo Edward Warburg, John Langeloth Loeb, Jr. (quien se desempeñó como Embajador de Estados Unidos en Dinamarca de 1981 a 1983), Lyman G. Bloomingdale (cofundador de Bloomingdale's ) y el periodista Mike Wallace de 60 Minutes.